# Lacanobia minor
Lacanobia minor är en fjärilsart som beskrevs av Abel Dufrane 1932. Lacanobia minor ingår i släktet Lacanobia och familjen nattflyn. Inga underarter finns listade i Catalogue of Life.